# Mohamed el Khabbaz
Mohamed el Khabbaz est un poète marocain né en 1929 à Ksar el-Kebir et mort le 28 mars 2009. Il a été inhumé à Tétouan.